# Đỗ Thị Hà
Đỗ Thị Hà (sinh ngày 20 tháng 7 năm 2001) là một người mẫu, người dẫn chương trình và hoa hậu người Việt Nam. Cô đăng quang Hoa hậu Việt Nam 2020, trở thành đại diện Việt Nam tại Hoa hậu Thế giới 2021 và lọt Top 13 chung cuộc.

## Tiểu sử
Đỗ Thị Hà sinh ngày 20 tháng 7 năm 2001 ở thôn Cầu, xã Cầu Lộc, huyện Hậu Lộc, tỉnh Thanh Hóa, là con út trong gia đình có ba anh chị em.
Đỗ Thị Hà theo học cấp ba tại lớp chọn A1 của trường Trung học phổ thông Hậu Lộc 3 tại Thanh Hóa và từng nằm trong đội tuyển thi học sinh giỏi môn tiếng Anh cấp tỉnh. Cô theo học và tốt nghiệp chuyên ngành Luật kinh doanh, Trường Đại học Kinh tế Quốc dân.

## Sự nghiệp

### Hoa khôi Sinh viên Việt Nam
Trước khi đến với Hoa hậu Việt Nam 2020, cô từng tham dự Hoa khôi Sinh viên Việt Nam và lọt Top 45.

### Hoa hậu Việt Nam 2020
Năm 2020, trong đêm chung kết Hoa hậu Việt Nam 2020, Đỗ Thị Hà đã đăng quang  Hoa Hậu., Á hậu 1 thuộc về Phạm Ngọc Phương Anh và Á hậu 2 thuộc về Nguyễn Lê Ngọc Thảo.

### Hoa hậu Thế giới 2021
Năm 2021, Đỗ Thị Hà đại diện Việt Nam tham dự cuộc thi Hoa hậu Thế giới 2021 được tổ chức tại San Juan, Đỗ Thị Hà đã lọt top 13 trong phần thi Top Model.
Trong phần thi tài năng, cô đã trình diễn nhạc cụ bài hát "Cô gái vót chông" từ đàn T'rưng và lọt vào top 27 màn trình diễn hay nhất. Phần trình diễn nhận về đa số các đánh giá tích cực từ khán giả trong nước. Sau đó cô đã tiếp tục chiến thắng vòng 1 phần thi Head to Head Challenge, tuy nhiên cô lại không chiến thắng vòng 2 của phần thi và dừng chân ở Top 16 của phần thi này.
Ngày 21 tháng 1 năm 2022, BTC cuộc thi Hoa hậu Thế giới công bố danh sách Top 40 thí sinh lọt vào vòng Bán kết và cô đã chính thức lọt vào Top 40 chung cuộc. Đêm chung kết sẽ diễn ra chỉ với sự tham gia của cô và 39 thí sinh lọt top 40.
Ngày 17 tháng 3, Đỗ Thị Hà cùng 39 người đẹp bước vào vòng chung kết, chung cuộc cô lọt vào Top 13.

#### Thử thách Truyền thông
Theo Tiền Phong, nội dung của phần thi Thử thách Truyền thông là mỗi thí sinh trong Top 40 sẽ có một đường liên kết riêng, mang định dạng của một trang web cá nhân, nằm trong trang web chính của Hoa hậu Thế giới. Ở trang cá nhân này, các cô gái có thể thả sức giới thiệu về bản thân, về hành trình đi tới Top 40 Hoa hậu Thế giới 2021, về Dự án Nhân ái, và đặc biệt là những hoạt động mang dấu ấn cá nhân nổi bật trong suốt cuộc thi. Ban Giám khảo sẽ xem xét tính độc đáo, chất lượng và tần suất của các bài đăng, nội dung, thiết kế và phong cách của trang web cá nhân, và chiến dịch tổng thể quảng bá trang web của mỗi thí sinh thông qua tất cả các kênh truyền thông và mạng xã hội. Đỗ Thị Hà giành chiến thắng Thử thách Truyền thông và được lọt thẳng vào Top 13 chung cuộc.

## Thành tích sắc đẹp
- Lọt Top 45 Hoa khôi Sinh viên Việt Nam 2020
- Chiến thắng Hoa hậu Việt Nam 2020
  - Chiến thắng Người đẹp Truyền thông
  - Giải phụ: Top 5 Người đẹp thời trang
  - Giải phụ: Top 5 Người đẹp biển
- Lọt Top 13 Hoa hậu Thế giới 2021
  - Giải phụ: Top 13 Top Model
  - Giải phụ: Top 16 Head to Head Challenge
  - Giải phụ: Top 28 Beauty with a purpose
  - Giải phụ: Top 27 phần thi tài năng
  - Chiến thắng Thử thách Truyền thông (Lọt thẳng vào Top 13 chung cuộc)

## Show diễn nổi bật
| Năm  | Vị trí     | Bộ sưu tập                 | Nhà thiết kế    | Ref    |
| ---- | ---------- | -------------------------- | --------------- | ------ |
| 2020 | Vedette    | Màu của tôi                | Công Trí        | [ 16 ] |
| 2022 | Vedette    | Nàng thơ                   | Tạ Linh Nhân    | [ 17 ] |
| 2022 | Vedette    | Hà Nội 12 mùa hoa          | Ngọc Hân        | [ 18 ] |
| 2022 | Vedette    |                            | Tạ Linh Nhân    | [ 19 ] |
| 2022 | Vedette    | Vùng trời bình yên         | Vungoc&Son      | [ 20 ] |
| 2022 | Vedette    | Ký ức tuổi thơ - Childhood | Vungoc&Son      | [ 21 ] |
| 2022 | Vedette    | Rời Khỏi Màn Sương         | Thạch Linh      |        |
| 2020 | First Face | The Valley of Goddess      | Đỗ Long         | [ 22 ] |
| 2021 | First Face | Daydreamer                 | Adrian Anh Tuấn | [ 23 ] |
| 2022 | First Face | Resort 2022                | Lê Thanh Hòa    | [ 24 ] |
| 2022 | First Face | Vẻ đẹp bất tận             | Tùng Vũ         | [ 25 ] |
| 2022 | First Face | Giấc mơ hoa                | Tracy Studio    |        |
| 2022 | First Face | Hẹn em                     | Adrian Anh Tuấn | [ 26 ] |